# Jean Auréal
Jean Auréal (Versailles, 28 maggio 1941 – Mantes-la-Jolie, 19 aprile 1985) è stato un pilota motociclistico francese.

## Carriera
Campione di Francia "inter" 1968 in 350 su Aermacchi (in quell'anno vinse tre volte a Monthléry e a Bourg-en-Bresse), Auréal fece il suo esordio nel motomondiale nel 1964, in seguito si fa notare al GP di Francia 1969, corso su una Yamaha 125 affidatagli dall'importatore transalpino della Casa dei tre diapason, la Sonauto. Favorito dai problemi meccanici di molti dei favoriti, Auréal ottenne la vittoria, era dal 1954 che un pilota francese non vinceva una gara nel motomondiale.
Il primo posto nella gara casalinga fruttò a Auréal il 14º posto nella classifica finale del Mondiale della ottavo di litro, mentre in 250 fu 21º. In quell'anno fu anche Campione francese "inter" di 125, 250 e 350, sempre su Yamaha.
Nella stagione 1970 disputò tutto il Mondiale, sempre sotto le insegne Yamaha-Sonauto, ottenendo solo un 9º posto al GP di Francia della 125, e un nuovo titolo di campione francese (in 350).
Ritiratosi dalle corse nel 1971, morì a 43 anni nel 1985.

## Risultati nel motomondiale

### Classe 125
| 1969 | Classe | Moto   |   |   |   |   |   |   |   |   |   |    |   |   |  | Punti | Pos. |
| ---- | ------ | ------ | - | - | - | - | - | - | - | - | - | -- | - | - |  | ----- | ---- |
| 1969 | 125    | Yamaha | - | - | 1 | - | - | - | - | - | - | NE | - | - |  | 15    | 14º  |

| 1970 | Classe | Moto   |   |   |   |   |   |   |   |   |   |    |   |   |  | Punti | Pos. |
| ---- | ------ | ------ | - | - | - | - | - | - | - | - | - | -- | - | - |  | ----- | ---- |
| 1970 | 125    | Yamaha | - | 9 | - | - | - | - | - | - | - | NE | - | - |  | 2     | 47º  |

| Legenda | 1º posto        | 2º posto            | 3º posto            | A punti      | Senza punti        | Grassetto – Pole position Corsivo – Giro più veloce |
| Legenda | Gara non valida | Non qual./Non part. | Ritirato/Non class. | Squalificato | '-' Dato non disp. | Grassetto – Pole position Corsivo – Giro più veloce |

### Classe 250
| 1965 | Classe | Moto        |   |   |   |   |   |   |   |   |   |   |   |   |  | Punti | Pos. |
| ---- | ------ | ----------- | - | - | - | - | - | - | - | - | - | - | - | - |  | ----- | ---- |
| 1965 | 250    | Moto Morini | - | - | - | 8 | - | - | - | - | - | - | - | - |  | 0     |      |

| 1969 | Classe | Moto   |   |   |   |   |   |   |   |   |   |   |   |   |  | Punti | Pos. |
| ---- | ------ | ------ | - | - | - | - | - | - | - | - | - | - | - | - |  | ----- | ---- |
| 1969 | 250    | Yamaha | - | - | 8 | - | - | 5 | - | - | - | - | - | - |  | 9     | 21º  |

| 1970 | Classe | Moto   |   |    |   |   |   |    |   |   |   |   |   |   |  | Punti | Pos. |
| ---- | ------ | ------ | - | -- | - | - | - | -- | - | - | - | - | - | - |  | ----- | ---- |
| 1970 | 250    | Yamaha | - | 17 | - | - | - | 14 | - | - | - | - | - | - |  | 0     |      |

| Legenda | 1º posto        | 2º posto            | 3º posto            | A punti      | Senza punti        | Grassetto – Pole position Corsivo – Giro più veloce |
| Legenda | Gara non valida | Non qual./Non part. | Ritirato/Non class. | Squalificato | '-' Dato non disp. | Grassetto – Pole position Corsivo – Giro più veloce |

### Classe 500
| 1968 | Classe | Moto      |   |   |   |   |     |   |   |   |   |   |  |  |  | Punti | Pos. |
| ---- | ------ | --------- | - | - | - | - | --- | - | - | - | - | - |  |  |  | ----- | ---- |
| 1968 | 500    | Aermacchi | - | - | - | - | Rit | - | - | - | - | - |  |  |  | 0     |      |

| Legenda | 1º posto        | 2º posto            | 3º posto            | A punti      | Senza punti        | Grassetto – Pole position Corsivo – Giro più veloce |
| Legenda | Gara non valida | Non qual./Non part. | Ritirato/Non class. | Squalificato | '-' Dato non disp. | Grassetto – Pole position Corsivo – Giro più veloce |